# بروستوجان
بروستوجان هو مطعم في كورسون ، ستوكهولم ، السويد.يقع في مبنى يعود تاريخه إلى القرن الثامن عشر على الجانب الجنوبي من «Nockebybron» داخل بلدية «Ekerö».

## تاريخ
بُنية بروستوجان في الأصل في ثمانينيات القرن الثامن عشر وأصبح مقر إقامة حارس الجسر عندما بنى غوستاف الثالث أول جسر بين كورسون و قصر دروتينغهولم في عام 1787م . خدم بروستوغان كمنزل لحارس الجسر حتى عام 1931م ، وكانت وظيفته فتح الجسر وجمع الرسوم. أجيرة الطوابق العليا لزوار الصيف وكان أحد أشهر المستأجرين هو هيلمار سودربرغ ، أمضى الصيف هناك عام 1876 وهو في السابعة من عمره ، والذي وصفه في كتاب سيرته الذاتية ، شباب مارتن بيرك.
جددة وإعادة تصميم بروستوجان من قبل المهندس المعماري افار تينجبوم ‏ في عام 1932 ، وفي نفس العام تم افتتاح مطعم به مخبز.

## هندسة عامة
المنزل من الخشب ولونه أصفر شاحبُ ، تمييزة الزوايا والنوافذ باللون الأبيض، ثبت أن أعمدة الشرفة مطابقة لتلك الأعمدة التي كانت تقف في القاعة في القصر الملكي ، ونقلت العديد من المواد الداخلية الأخرى إلى دروتنينغهولم في عام 1788.
منذ عام 1991 ، أصبحت مدينة بروستوغان والمناطق المحيطة بقصر دروتنينغهولم أحد مواقع التراث العالمي لليونسكو وجزءًا رسميًا من التراث السويدي المحمي.

## روابط خارجية
- موقع رسمي